# Relação axial
A relação axial ou razão axial, para qualquer estrutura ou forma com dois ou mais eixos, é a relação entre o comprimento (ou magnitude) desses eixos entre si - o eixo maior dividido pelo menor. Entretanto, na química ou na ciência dos materiais, a razão axial (símbolo P) é usada para descrever moléculas rígidas semelhantes a bastonetes. É definida como o comprimento da haste dividido pelo diâmetro da haste; e na física, a razão axial descreve a radiação eletromagnética com polarização elíptica ou circular. A razão axial é a relação entre as magnitudes do eixo maior e menor definido pelo vetor de campo elétrico.

## Componentes ortogonais
A relação axial é a proporção dos componentes ortogonais de um campo E. Um campo polarizado circularmente é composto de dois componentes de campo E ortogonais de igual amplitude (e 90 graus fora de fase). Como os componentes são de magnitude igual, a razão axial é 1 (ou 0 dB).
A relação axial para uma elipse é maior que 1 (> 0 dB). A razão axial para polarização linear pura é infinita, porque os componentes ortogonais do campo são zero.
Razões axiais são freqüentemente citadas para antenas nas quais a polarização desejada é circular. O valor ideal da relação axial para campos polarizados circularmente é 0 dB. Além disso, a proporção axial tende a se degradar longe do feixe principal de uma antena, portanto, a proporção axial pode ser indicada em uma folha de especificações (folha de dados) para uma antena da seguinte forma: "Razão axial: <3 dB para +-30 graus da viga principal ". Isso indica que o desvio da polarização circular é inferior a 3 dB na faixa angular especificada.